# Cork and Vicinity
Cork and Vicinity è un cortometraggio muto del 1912. Il nome del regista non viene riportato nei credit del film.

## Produzione
Il film, che fu prodotto dalla Vitagraph Company of America, venne girato a Cork, nelle contea di Cork.

## Distribuzione
Distribuito dalla General Film Company, il film - un cortometraggio in 150 metri - uscì nelle sale cinematografiche statunitensi il 6 dicembre 1912. Nelle proiezioni, veniva programmato con il sistema dello split reel, accorpato in un'unica bobina con un altro cortometraggio prodotto dalla Vitagraph, la commedia Too Many Caseys.